# Ishemijska rana
Ishemijska rana je prekid anatomskog i funkcionalnog kontinuiteta tkiva, nastao kao posledica periferne arterijske bolesti. Ishemija kao glavni uzrok nastanka ishemijske rane je stanje u organizmu izazvano lokalnim prekidom krvotoka, u kojem pojedina tkiva ne primaju dovoljnu količinu kiseonika iz krvi zbog narušene cirkulacije u krvnim sudovima koji ih opslužuju. Ishemija (pa samim tim i ishemijska rana) može biti akutna (izazvana potpunim prekidom cirkulacije) ili hronična (izazvana nepotpunim prekidom cirkulacije).

## Etiologija
U toku ishemičnih promena isporuka kiseonika tkivima je ozbiljno narušena, a značajno je otežano uklanjanje produkata metabolizma, kao što su mlečna kiselina (laktati) i ugljen dioksid. Fosfokreatin je taj koji sprečava razvoj acidoze prevođenjem fosfata do ADPa, regulišući ATP i koristeći protone. Kod običnih mišićnih ćelija u uslovima kompletne ishemije ATP opstaje u trajanju od 1 do 2 časa. Nasuprot srčanim mišićnim ćelijama koje i pored toga što poseduju značajne izvor fodfokteatinina u uslovima ishemije u trajanju od 10 do 20 minuta vrednosti ATPa se značajno smanjuju.U poređenju sa mišićima nervne ćelije sadrže još manje vrednsosti fosfokreatinina i bivaju nepovratno oštećene nakon ozbiljne ishemije u trajanju od 5 minuta.
Najčešći uzrok nastanka ishemijske rane je ateroskleroza, dijabetesna angiopatija, trombangitis obliterans, embolički incident i aarterijsko-venske malformacije.

## Patofiziologija
Hronična ishemija je glavni uzrok nastanka ishemijskih rana. Naima kao posledica dugotrajnog procesa u organizmu (primarne bolesti) koji postepeno zbog hroničnih ili subakutnih promena na krvnim sudovima, sužava zidove ili stenozira lumen arterija, (kao što se to npr. dešava kod ateroskleroza, ateroma, ili zapaljenja arterija) i smanjuje protok krvi. Kako se stenoza arterija, i snabdevanje krvlju razvija postepeno, dolazi do nekroze, i nastaje atrofija parenhima sa umnožavanjem, hijalinozom i sklerozom vezivno-tkivnog intersticijauma.
Iako nisu u potpunosti proučeni svi procesi u hroničnoj ishemiji, smatra se da je glavna pokretačka snaga za nekrotički proces, ćelijska smrt, a vrlo verovatno i drugi procesi, pojava slobodnih radikala i peroksinitrita u ranim ili kasnim fazama ishemije.

## Klinička slika
Ishemijske rane su bolne, sa bolom koji se pojačava u ležećem položaju. Ulcerozna promena kod ovih rana je nepravilnog oblika, duboka, najčešće lokalizovana na distalnim delovima udova, dorzumu ili prstima, retko je lokalizirane pretibijalno. 
Rana je najčešče prekrivena svetlim slabo vaskulariziranim granulacijama, a okolna koža je bleda. Znaci zapaljenja uglavnom nisu prisutni.

## Dijagnoza
Dijagnoza se postavlja na osnovu kliničke slike, palpacije pulzacija perifernih arterija, merenjem krvnog pritiska ruku i nogu, doplerom arterija, arteriografijom, i rutinskim laboratorijskim ispitivanjima (lipidogram).

## Terapija
U terapiji ishemijskih rana primijenjuju se sledeći lekovi i metode:
- vazodilatatori,
- infuzije niskomolekularnih rastvora dekstrana,
- fibrinolitici i antikoagulansi,
- inhibitori agregacije trombocita,
- hirurško lečenje.[8]

## Spoljašnje veze
- Diferencijalna dijagnoza kroničnih rana (језик: хрватски)

|  | Molimo Vas, obratite pažnju na važno upozorenje u vezi sa temama iz oblasti medicine (zdravlja). |